# Tipp-Ex
Pour les articles homonymes, voir Blanco.
Pour la machine cryptographique homophone, voir Typex.
Tipp-Ex est une marque de produits de correction. Celle-ci est principalement associée au correcteur liquide en flacon dont le pinceau applicateur permet de recouvrir d'un liquide blanc les éléments d'écriture à masquer afin de pouvoir écrire par-dessus après le séchage et le durcissement du liquide.
Le nom Tipp-Ex combine le verbe allemand "tippen", taper un texte (à la machine à écrire, aujourd’hui à l’ordinateur), et "ex", préfixe latin indiquant le retrait, la privation, ici l’effacement du texte précédemment tapé.
En tant que marque déposée, propriété du groupe français BIC, Tipp-Ex doit s'écrire avec deux lettres capitales.
Les autres produits de la ligne portant ce nom sont les stylos correcteurs ainsi que les rubans correcteurs (en) en forme de souris.

## Historique

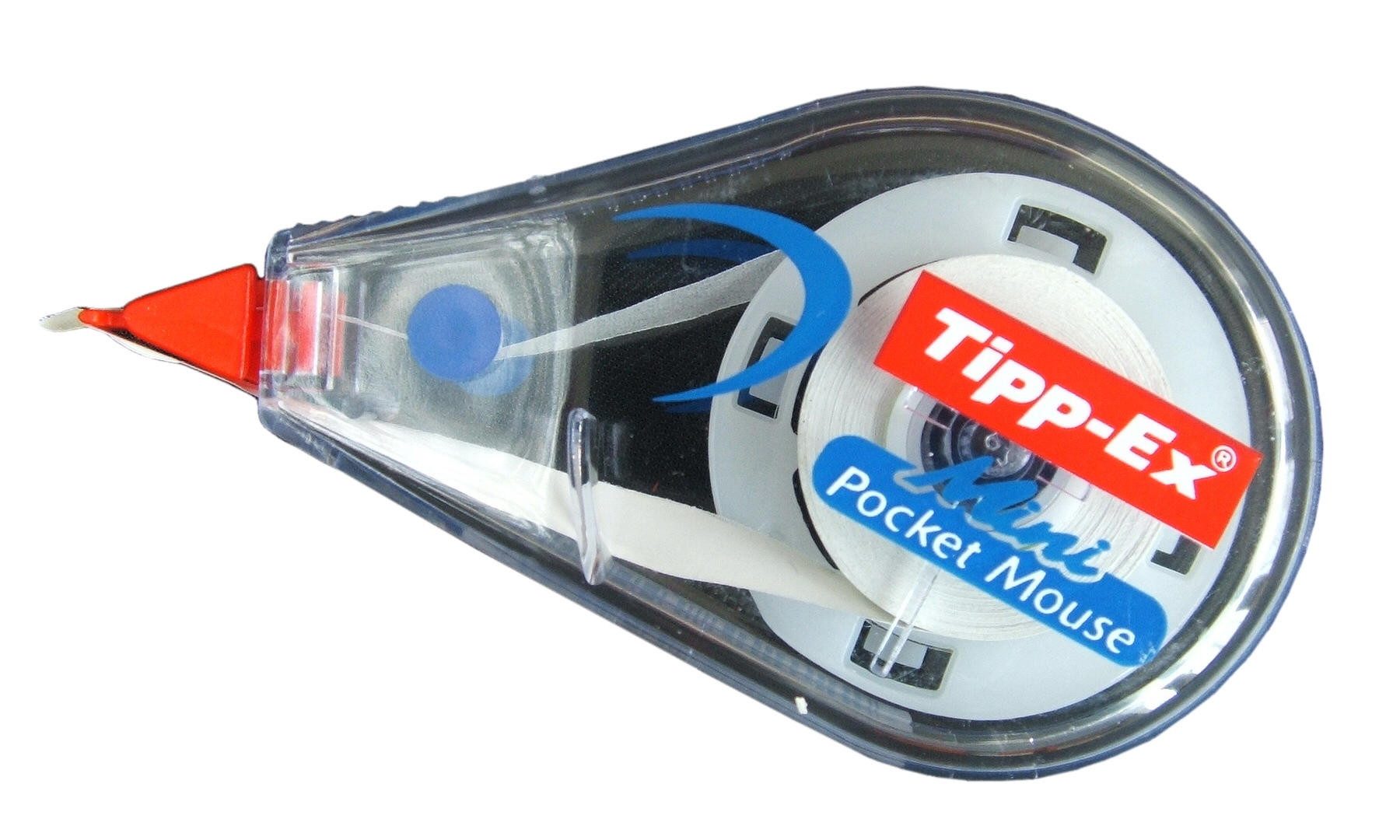
Ruban correcteur.

- 1959 : Otto W Carls ouvre une usine à Francfort qui produit du papier de correction pour machines à écrire.
- 1965 : Tipp-Ex est le premier à lancer une gamme de flacons correcteurs[2].
- 1992 : Tipp-Ex introduit les rubans correcteur sur le marché.
- 1996 : Rachat par le groupe BIC[3].
- 1998 : Invention du stylo correcteur.
- 2000 : le pinceau des flacons est remplacé par un embout en mousse.

## Utilisation
Les stylos s'utilisent en les pressant contre une surface (une feuille blanche de préférence), le produit sort alors du stylo et recouvre l'erreur qui se trouvait à cet endroit. Une fois le solvant sec, on peut alors réécrire par-dessus. Grâce à leur pointe qui leur offre une meilleure précision, les stylos sont plus adaptés à la correction d'erreurs de petites tailles.
Les souris quant à elles s'utilisent en maintenant l'extrémité du dévidoir sur la feuille et en la faisant glisser pour faire ainsi dérouler le ruban blanc. L'avantage de ce dernier outil est qu'il n'est pas nécessaire de devoir attendre que la substance sèche pour pouvoir écrire à nouveau. Ses inconvénients sont que le ruban a parfois des difficultés à se dérouler ou à adhérer à la feuille, et que la correction est facilement amovible (contrairement au stylo correcteur).
Dans les deux cas, rien n'empêche les étourdis ayant fait une nouvelle erreur de renouveler l'opération, cependant cela risque de diminuer la propreté du document et donc sa qualité.
Le terme est souvent utilisé comme un nom commun pour parler de correcteur liquide, quelle que soit sa marque. Certaines personnes utilisent même le verbe « tippexer » et son participe passé « tippexé » pour désigner l'action de corriger une faute au « blanco »/"correcteur liquide".
En 2010, Tipp-Ex et l'agence Buzzman réalisaient la première campagne interactive sur YouTube et viennent de revenir avec un deuxième opus le 12 avril 2012.